# Klaus Bury
Klaus Bury (* 24. Januar 1950) ist ein ehemaliger deutscher Fußballspieler. Der Mittelfeldspieler wird in der 2. Fußball-Bundesliga mit 125 Ligaeinsätzen und sechs Toren geführt. Er spielte in seiner Karriere unter anderem 13 Jahre für den SC Freiburg.

## Karriere
Klaus Bury wechselte 1972 vom Meister der 2. Amateurliga Südbaden, Alemannia Zähringen, zum Freiburger FC und spielte mit ihm in der damals zweitklassigen Regionalliga Süd. Zusätzlich zu Bury verpflichtete der FFC noch die Spieler Karl Armbrust (Torhüter), Herbert Maciossek und Draza Matic. Das Team vom Möslestadion hatte die zwei Abgänge von Hubert Birkenmeier (Torhüter) und Josef Hofmeister (Stürmer) zu verkraften. Unter Trainer Hans Wendlandt debütierte der vormalige Amateurspieler am Rundenstarttag, den 29. Juli 1972, bei einem 2:1-Heimerfolg gegen die SpVgg Ludwigsburg auf Linksaußen in der Regionalliga Süd. Er bildete dabei mit den zwei weiteren Neuzugängen Maciossek und Matic den Angriff des FFC. Mittelfeldspieler Karl-Heinz Bente war der Kopf der Mannschaft, welche am Rundenende den 15. Rang belegte und Bury dabei 12 Ligaspiele (1 Tor) absolviert hatte. Im letzten Jahr der alten zweitklassigen Regionalliga, 1973/74, belegte der Freiburger Altmeister den 17. Rang und Bury war in 13 Spielen aufgelaufen. Damit verpasste der FFC die Nominierung für die ab 1974/75 startende 2. Fußball-Bundesliga und musste in das südbadische Amateurlager herunter. Er blieb noch eine Runde beim FC und wechselte zur Saison 1975/76 zum Stadtrivalen SC Freiburg.
Beim Sport-Club, damals in der drittklassigen Amateurliga Südbaden spielend, wurde Bury wichtiger Stammspieler. 1978 gelang dem SCF der erstmalige Aufstieg in die 2. Bundesliga Süd. Der linksfüßige Mittelfeldspieler debütierte mit dem SC am 29. Juli 1978 bei einer 0:2-Heimniederlage unter Aufstiegstrainer Manfred Brief in der 2. Bundesliga. Er bildete dabei mit Reinhard Binder und Reinhard Willi das Mittelfeld des Gastgebers. Noch im frühen Stadium der Hinrunde wurde Trainer Brief durch Heinz Baas abgelöst und das Team um Karl-Heinz Wöhrlin und Paul Dörflinger konnte mit dem 15. Rang den Klassenerhalt für den Neuling bewerkstelligen. Bury hatte in 33 Ligaeinsätzen zwei Tore erzielt.
Bury gestaltete die ersten Zweitliga-Jahre mit, wechselte dann 1981 zum Verbandsliga-Aufsteiger TuS Lörrach-Stetten. Nach lediglich einer Saison schloss er sich dem Offenburger FV an, der in der drittklassigen Oberliga Baden-Württemberg spielte. Die Aufstiegsrunde 1983 wurde um lediglich zwei Punkte verpasst.
Bury kehrte sodann 1983 zum SC Freiburg in die 2. Bundesliga zurück. Hier blieb er bis zu seinem Karriereende 1989.
Bury spielte in seiner Karriere über 200 dokumentierte Partien für den SC Freiburg, womit er in dieser Hinsicht in der Top 25 des Clubs rangiert. In der 2. Bundesliga spielte er 125 Partien für den SC Freiburg.